# Campionato mondiale maschile under 20 di calcio
Il campionato mondiale di calcio Under-20 (in inglese FIFA U-20 World Cup; in francese coupe du monde de football des moins de 20 ans) è la massima competizione mondiale di calcio giovanile per squadre nazionali ed è organizzata dalla FIFA. Istituita nel 1977 a cadenza biennale negli anni dispari, ha visto disputare ventidue edizioni.
La squadra più titolata del torneo è l'Argentina con sei vittorie. Campione uscente è l'Uruguay, vincitore sull’Italia dell'edizione 2023 in Argentina.

## Storia
La prima edizione si tenne nel 1977 in Tunisia e fu vinta dall'Unione Sovietica. Si disputa tutti gli anni dispari. L'Argentina è la squadra che ha vinto più mondiali di categoria (6 volte).
In questo campionato spesso si sono messi in mostra per la prima volta alcuni dei più famosi campioni del calcio. Fra quelli che hanno vinto il torneo ci sono Diego Armando Maradona (1979), Bebeto, Dunga (1983), Romário, Cláudio Taffarel (1985), Zvonimir Boban, Davor Šuker, Robert Prosinečki (1987), Paulo Sousa, Fernando Couto, João Pinto (1989), Rui Costa, Luís Figo (1991), Juan Román Riquelme, Pablo Aimar, Esteban Cambiasso (1997), Xavi, Iker Casillas (1999), Javier Saviola (2001), Daniel Alves (2003), Lionel Messi (2005), Sergio Agüero (2007) e Paul Pogba (2013).
La competizione ha ispirato anche una serie giapponese (manga) della saga di Capitan Tsubasa (meglio noto in Italia come Holly e Benji), Capitan Tsubasa World Youth, in cui la Nazionale giapponese riesce dopo tante avversità a vincere il titolo.

## Il trofeo negli anni

1977-1997
1999-2011
2013-Oggi

## Albo d'oro
| 1977 | Tunisia             | Unione Sovietica | 2 - 2 (dts) 5 - 3 (dtr) | Messico          | Brasile          | 4 - 0                   | Uruguay          |
| 1979 | Giappone            | Argentina        | 3 - 1                   | Unione Sovietica | Uruguay          | 1 - 1 (dts) 5 - 3 (dtr) | Polonia          |
| 1981 | Australia           | Germania Ovest   | 4 - 0                   | Qatar            | Romania          | 1 - 0                   | Inghilterra      |
| 1983 | Messico             | Brasile          | 2 - 0                   | Argentina        | Polonia          | 2 - 1 (dts)             | Corea del Sud    |
| 1985 | Unione Sovietica    | Brasile          | 1 - 0 (dts)             | Spagna           | Nigeria          | 0 - 0 (dts) 5 - 4 (dtr) | Unione Sovietica |
| 1987 | Cile                | Jugoslavia       | 1 - 1 (dts) 5 - 4 (dtr) | Germania Ovest   | Germania Est     | 2 - 2 (dts) 3 - 1 (dtr) | Cile             |
| 1989 | Arabia Saudita      | Portogallo       | 2 - 0                   | Nigeria          | Brasile          | 2 - 0                   | Stati Uniti      |
| 1991 | Portogallo          | Portogallo       | 0 - 0 (dts) 4 - 2 (dtr) | Brasile          | Unione Sovietica | 1 - 1 (dts) 5 - 4 (dtr) | Australia        |
| 1993 | Australia           | Brasile          | 2 - 1                   | Ghana            | Inghilterra      | 2 - 1                   | Australia        |
| 1995 | Qatar               | Argentina        | 2 - 0                   | Brasile          | Portogallo       | 3 - 2                   | Spagna           |
| 1997 | Malaysia            | Argentina        | 2 - 1                   | Uruguay          | Irlanda          | 2 - 1                   | Ghana            |
| 1999 | Nigeria             | Spagna           | 4 - 0                   | Giappone         | Mali             | 1 - 0                   | Uruguay          |
| 2001 | Argentina           | Argentina        | 3 - 0                   | Ghana            | Egitto           | 1-0                     | Paraguay         |
| 2003 | Emirati Arabi Uniti | Brasile          | 1 - 0                   | Spagna           | Colombia         | 2 - 1                   | Argentina        |
| 2005 | Paesi Bassi         | Argentina        | 2 - 1                   | Nigeria          | Brasile          | 2 - 1                   | Marocco          |
| 2007 | Canada              | Argentina        | 2 - 1                   | Rep. Ceca        | Cile             | 1 - 0                   | Austria          |
| 2009 | Egitto              | Ghana            | 0 - 0 (dts) 4 - 3 (dtr) | Brasile          | Ungheria         | 1 - 1 (dts) 2 - 0 (dtr) | Costa Rica       |
| 2011 | Colombia            | Brasile          | 3 - 2 (dts)             | Portogallo       | Messico          | 3 - 1                   | Francia          |
| 2013 | Turchia             | Francia          | 0 - 0 (dts) 4 - 1 (dtr) | Uruguay          | Ghana            | 3 - 0                   | Iraq             |
| 2015 | Nuova Zelanda       | Serbia           | 2 - 1 (dts)             | Brasile          | Mali             | 3 - 1                   | Senegal          |
| 2017 | Corea del Sud       | Inghilterra      | 1 - 0                   | Venezuela        | Italia           | 0 - 0 (dts) 4 - 1 (dtr) | Uruguay          |
| 2019 | Polonia             | Ucraina          | 3 - 1                   | Corea del Sud    | Ecuador          | 1 - 0 (dts)             | Italia           |
| 2021 | Indonesia           | Annullato        | Annullato               | Annullato        | Annullato        | Annullato               | Annullato        |
| 2023 | Argentina           | Uruguay          | 1 - 0                   | Italia           | Israele          | 3 - 1                   | Corea del Sud    |
| 2025 | Cile                |                  |                         |                  |                  |                         |                  |

## Vittorie per squadra
Di seguito sono riportate le 40 nazionali che hanno raggiunto almeno la semifinale del torneo.
| Pos. | Nazionale        | Titoli                                 | Secondi posti              | Terzi posti          | Quarti posti         |
| ---- | ---------------- | -------------------------------------- | -------------------------- | -------------------- | -------------------- |
| 1    | Argentina        | 6 (1979, 1995, 1997, 2001, 2005, 2007) | 1 (1983)                   |                      | 1 (2003)             |
| 2    | Brasile          | 5 (1983, 1985, 1993, 2003, 2011)       | 4 (1991, 1995, 2009, 2015) | 3 (1977, 1989, 2005) |                      |
| 3    | Portogallo       | 2 (1989, 1991)                         | 1 (2011)                   | 1 (1995)             |                      |
| 4    | Uruguay          | 1 (2023)                               | 2 (1997, 2013)             | 1 (1979)             | 3 (1977, 1999, 2017) |
| 5    | Ghana            | 1 (2009)                               | 2 (1993, 2001)             | 1 (2013)             | 1 (1997)             |
| 6    | Spagna           | 1 (1999)                               | 2 (1985, 2003)             |                      | 1 (1995)             |
| 7    | Unione Sovietica | 1 (1977)                               | 1 (1979)                   | 1 (1991)             | 1 (1985)             |
| 8    | Germania         | 1 (1981)                               | 1 (1987)                   |                      |                      |
| 9    | Inghilterra      | 1 (2017)                               |                            | 1 (1993)             | 1 (1981)             |
| 10   | Francia          | 1 (2013)                               |                            |                      | 1 (2011)             |
| 11   | Jugoslavia       | 1 (1987)                               |                            |                      |                      |
| 11   | Serbia           | 1 (2015)                               |                            |                      |                      |
| 11   | Ucraina          | 1 (2019)                               |                            |                      |                      |
| 14   | Nigeria          |                                        | 2 (1989, 2005)             | 1 (1985)             |                      |
| 15   | Italia           |                                        | 1 (2023)                   | 1 (2017)             | 1 (2019)             |
| 16   | Messico          |                                        | 1 (1977)                   | 1 (2011)             |                      |
| 17   | Corea del Sud    |                                        | 1 (2019)                   |                      | 2 (1983, 2023)       |
| 18   | Qatar            |                                        | 1 (1981)                   |                      |                      |
| 18   | Giappone         |                                        | 1 (1999)                   |                      |                      |
| 18   | Rep. Ceca        |                                        | 1 (2007)                   |                      |                      |
| 18   | Venezuela        |                                        | 1 (2017)                   |                      |                      |
| 22   | Mali             |                                        |                            | 2 (1999, 2015)       |                      |
| 23   | Polonia          |                                        |                            | 1 (1983)             | 1 (1979)             |
| 23   | Cile             |                                        |                            | 1 (2007)             | 1 (1987)             |
| 25   | Romania          |                                        |                            | 1 (1981)             |                      |
| 25   | Germania Est     |                                        |                            | 1 (1987)             |                      |
| 25   | Irlanda          |                                        |                            | 1 (1997)             |                      |
| 25   | Egitto           |                                        |                            | 1 (2001)             |                      |
| 25   | Colombia         |                                        |                            | 1 (2003)             |                      |
| 25   | Ungheria         |                                        |                            | 1 (2009)             |                      |
| 25   | Ecuador          |                                        |                            | 1 (2019)             |                      |
| 25   | Israele          |                                        |                            | 1 (2023)             |                      |
| 33   | Australia        |                                        |                            |                      | 2 (1991, 1993)       |
| 34   | Stati Uniti      |                                        |                            |                      | 1 (1989)             |
| 34   | Paraguay         |                                        |                            |                      | 1 (2001)             |
| 34   | Marocco          |                                        |                            |                      | 1 (2005)             |
| 34   | Austria          |                                        |                            |                      | 1 (2007)             |
| 34   | Costa Rica       |                                        |                            |                      | 1 (2009)             |
| 34   | Iraq             |                                        |                            |                      | 1 (2013)             |
| 34   | Senegal          |                                        |                            |                      | 1 (2015)             |

1 Come Jugoslavia.